# 慕容忠 (吐谷渾)
慕容 忠（ぼよう ちゅう、648年 - 698年）は、吐谷渾の首長。唐の青海国王。烏地野抜勤豆可汗。墓誌の記述から『新唐書』の蘇度摸末と同一人物とみられる。

## 生涯
諾曷鉢と弘化公主のあいだの長男として生まれた。18歳で唐に入朝して、左威衛将軍となった。後に左領軍衛大将軍を加えられ、唐の会稽郡王李道恩の三女である金城県主李季英を妻に迎えた。左豹韜衛大将軍を代行した。688年、諾曷鉢が死去すると、慕容忠は青海国王の封を嗣ぎ、烏地野抜勤豆可汗を号した。
698年5月3日、慕容忠は霊州城南の渾牙の私邸で死去した。享年は51。諡は成王。子の慕容宣超が後を嗣いだ。

## 子女
- 慕容宣超
- 慕容宣昌（字は煞鬼、政楽王）
- 慕容宣徹（河東陰山郡安楽王・左領軍大将軍）
- 慕容承福（銀青光禄大夫・将作大匠・上柱国）

## 参考資料
- 『旧唐書』西戎伝
- 『新唐書』西域伝上
- 大周故青海王墓誌銘
- 大唐金城県主墓誌銘